# تسلل حربي
التسلل_الكمين_الاغاره

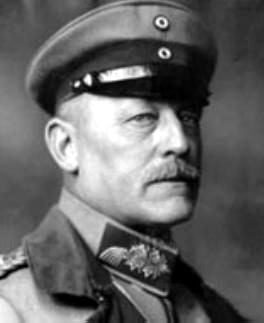

※اولآ_التسلل / هو أحد أساليب المناورة داخل خطوط العدو، وهو أحد العمليات التعرضية التي قد يصل القائد بواسطتها، وتنفذ بسرعة، وبأقل التكاليف والخسائر. إنّ القصد من هذه العملية التعبوية هو مفاجأة العدو بواسطة التحرك إلى مركزه بالخفاء؛ لتجميع قطاعات قوية في خطوطه الخلفية؛ من أجل القيام أو المساعدة في عمليات حاسمة، كما ويمكن أن يستعمل التسلل بوصفه وسيلة للحصول على المعلومات.

※ ثانيآ_الكمين /هو هجوم مفاجئ ومباغت من موقع مخفي على العدو، بينما الإغارة هي هجوم خاطف وسريع على أهداف معادية دون نية للاستيلاء على الموقع. 
الكمين:
التعريف:
هو هجوم يتم من خلاله انتظار العدو في مكان مخفي ثم مهاجمته بشكل مفاجئ. 
الهدف:
تدمير العدو، أو إيقاف تقدمه، أو إلحاق خسائر به، أو الحصول على معلومات أو أسرى. 
الصفات:
يعتمد على المباغتة، والاختباء، والتخطيط الدقيق لاختيار الموقع المناسب. 
مثال:
مجموعة من الجنود تختبئ في غابة ثم تهاجم قافلة عسكرية متحركة. 
※ثالثآ_الإغارة:
التعريف:
هي هجوم سريع ومفاجئ على أهداف معادية، وغالباً ما يتم من خلاله تدمير أهداف معينة أو إلحاق خسائر بالعدو ثم الانسحاب السريع.
الهدف:
تحقيق أهداف عسكرية محددة، مثل تدمير منشآت أو معدات أو قتل أفراد.
الصفات:
تتميز بالسرعة والمباغتة والتركيز على هدف محدد.
مثال:
هجوم جوي على قاعدة عسكرية لتدمير طائرات. 
الفرق الرئيسي:
الكمين يعتمد على ترقب العدو في مكان مخفي، بينما الإغارة تتضمن تقدمًا مدروسًا نحو هدف معين.

## أهداف التسلل
إنّ الأهداف الملائمة للقوات المتسلّلة يمكن أن تكون:
منطقة تحدد تنقلات العدو، واحتياط العدو، وتعزل مواقعه الدفاعية.
- مواقع مدفعية العدو.
- مراكز القيادة والاتصالات.
- المنشآت الإدارية.
- يمكن أن تقوم بالتسلل لوحدات مشاة عادية أو قوات محمولة جواً، وفي الأرض بعض الأحيان قوات آلية، وذلك عندما تكون الجبهات واسعة وهنالك ثغرات في دفاعات العدو.

## التخطيط للتسلل
بالرغم من أن أسلوب التخطيط المتبع مشابه لتخطيط العمليات الهجومية الأخرى، فإنّ بعض النقاط تحتاج إلى تأكيد في التخطيط للتسلل، وخاصة ترتيبات السيطرة، ومن هذه النقاط التي يجب أن تعطى أهمية بالغة:
- الهدف: يجب أن يساعد الهدف على عملية التسلل.
- مناطق التشكيل وطرق التسلل: إن مناطق التشكيل والتجمع والنقاط المنتخبة للمساعدة على السيطرة على الهجوم، كلها يجب كشفها جواً وأرضاً قبل إجراء التسلل؛ للتأكد من أنها خالية من قوات العدو، وكذلك فإن طرق التسلل التي تنتخب في الثغرات المعروفة في دفاعات العدو يجب التأكد منها، والتي قد تكون في أسوأ المناطق، مثل: المستنقعات، والغابات الكثيفة. وعند استعمال التسلل الجوي، فإنّ خطوط الطيران يجب أن تكون فوق المناطق غير المشغولة من قبل العدو بقدر الإمكان.
- وقت التسلل:

ينتخب هذا الوقت في حالات الرؤية الضعيفة، مثلاً: في الظلام، أو الضباب، أو المطر، أو الثلج... أو الحالات التي تساعد على التسلل داخل خطوط العدو دون كشف المتسللين.
أما وقت الهجوم على الأهداف فينتخب في الوقت المناسب لإسناد الخطة الهجومية للقوات الرئيسة.
- نار الإسناد:

توضع الخطط لإسناد القوات المتسللة أثناء مرورها عبر خطوط العدو (عند الحاجة)، وعند قيامها بالهجوم على الأهداف، وبما أن إمكانية حمل أسلحة الإسناد محدودة، فإن نار الإسناد المطلوبة تكون أكثر منها في عمليات أخرى.
- الإدارة:

تحتاج القوات المتسللة الذاهبة إلى عمق بعيد خلف خطوط العدو -والتي ستبقى مدة طويلة- إلى التزويد، والذي يفضل أن يحدث جواً. وفي هذه الحالة يجب الاستفادة القصوى من مدخرات العدو المستولى عليها، ولكن لا يجوز المجازفة بنجاح العملية بالاعتماد الكلي على كسب هذه المدخرات.

## إجراء التسلل
تتحرك العناصر المتسللة بمجموعات صغيرة (من خلال - أو فوق - أو من حول) مواقع العدو الدفاعية الأمامية، متجنبة كشفها إنْ أمكن، ولتجنب العمل الحاسم إذا اكتشفت. تنتقل هذه العناصر ضمن ممرات مزدوجة إلى مناطق التجمع المنتخبة، وقد يصحب هذا التنقل تطبيقات تشمل نار الإسناد في المناطق غير المشغولة بالتسلل، ويمكن توجيه نار إبطال فعالية المنطقة التي سيجري التسلل من خلالها قبل بدء العملية وذلك لتقليل فعالية المراقبة.
إذا اكتُشف أن إحدى طرق التسلل مسدودة من قبل قوات العدو.. يجري إعلام القيادة العليا، وتتوقف الحركة على هذا الطريق ريثما يؤمر بتطهير الممر أو تجاوز قوات العدو.
تنفتح القوات المتسللة حال وصولها إلى نقطة التجمع وتتحرك إلى الأهداف.
المجموعات التي تفقد الاتجاه وتفشل في الوصول إلى منطقة التجمع المنتخبة تتحرك إلى مناطق أخرى يتفق عليها مسبقاً، وتقوم بتمرير المعلومات. أما إذا فشلت في ذلك أيضاً فمن المفضل سحبها إلى الخطوط الصديقة إما جواً أو على الأقدام.
بعد الوصول إلى مناطق التشكيل وإكمال التحضيرات اللازمة تهاجم القوات المتسللة هدفها في الوقت المحدد، وبعد الاستيلاء عليه يجري التخطيط للاتصال بالقوات الصديقة، وفي هذه الحالة يجب أن يتفق مسبقاً على إشارات ضوئية ومرئية من الطرفين؛ لتجنب الاقتتال عند إجراء الاتصال.
من أشهر القوات التي تتسلل ببراعة قوة دلتا

## نماذج تاريخية
من الأمثلة التاريخية على التسلل الناجح: تسلل مجزأة بن ثور السدوسي إلى قلعة تستر، ومعه (35) رجلاً عن طريق قناة الماء تحت الحصن التي يجري فيها النهر؛ مما أدى لفتح المدينة واعتقال زعيمها الهرمزان.